# 우리의 유레카
〈우리의 유레카〉(僕らのユリイカ 보쿠라노유리카[*])는 NMB48의 7번째 싱글이다.

## 개요
캐치프레이즈는, 〈네가 “유레카”를 알려주었다〉.
전작 〈키타가와 켄지〉로부터 약 7개월 만의 싱글이다.
전작과 마찬가지로 통상반 Type-A·통상반 Type-B·통상반 Type-C 외, 캬라아니 찬스 한정 발매 극장반의 4형태로 발매되어, Type-A·Type-B·Type-C·극장반의 3번째 수록곡은 각각 다르다.

## 수록곡

### Type-A
자켓 사진 (표지):오가사와라 마유·코타니 리호·야마다 나나·야마모토 사야카·시마다 레나·타카노 유이·타니가와 아이리·카토 유카
자켓 사진 (뒷면):상기 8명+백조(중앙)
CD
1. 僕らのユリイカ / 우리의 유레카
(작사: 아키모토 야스시 / 작곡: 타카다 쿄 / 편곡: 이쿠타 마신)
2. 届かなそうで届くもの / 닿지 않을 듯 닿는 것
(작사: 아키모토 야스시 / 작곡: 시마자키 타카미츠 / 편곡: 사사키 유)
  - 닛폰 TV 《NMB48 게닌!! 2》 테마송
3. 奥歯 / 어금니 - 백조
(작사: 아키모토 야스시 / 작곡: 야마모토 카츠히코 / 편곡: 시미즈 텟페이)
4. 僕らのユリイカ off vocal ver.
5. 届かなそうで届くもの off vocal ver.
6. 奥歯 off vocal ver.

DVD
1. 僕らのユリイカ (뮤직 비디오)
2. 僕らのユリイカ (뮤직 비디오 댄싱 버전)
3. 奥歯 (뮤직 비디오)
4. 특전 영상 코타니 리호vs츠키테이 호세이 헤타레 반환 대결 (전편)

특전
1. 트레이딩 카드
2. 전국 악수회 참가권

### Type-B
자켓 사진 (표지):이치카와 미오리·죠니시 케이·시로마 미루·요시다 아카리·와타나베 미유키·야구라 후코·요기 케이라·야부시타 슈
자켓 사진 (뒷면):상기 8명+홍조(중앙)
CD
1. 僕らのユリイカ / 우리의 유레카
2. 届かなそうで届くもの / 닿지 않을 듯 닿는 것
3. 野蛮なソフトクリーム / 야만적인 소프트크림 - 홍조
(작사: 아키모토 야스시 / 작곡·편곡: 요리미츠 테루히사)
4. 僕らのユリイカ off vocal ver.
5. 届かなそうで届くもの off vocal ver.
6. 野蛮なソフトクリーム off vocal ver.

DVD
1. 僕らのユリイカ (뮤직 비디오)
2. 僕らのユリイカ (뮤직 비디오 댄싱 버전)
3. 野蛮なソフトクリーム (뮤직 비디오)
4. 특전 영상 코타니 리호vs츠키테이 호세이 헤타레 반환 대결 (후편)

특전
1. 트레이딩 카드
2. 전국 악수회 참가권

### Type-C
자켓 사진 (표지):〈우리의 유레카〉 선발 멤버 16명
자켓 사진 (뒷면):상기 16명+남바 철포대 기지 삼(중앙)
CD
1. 僕らのユリイカ / 우리의 유레카
2. 届かなそうで届くもの / 닿지 않을 듯 닿는 것
3. ひな壇では僕の魅力は生きないんだ / 히나단에선 내 매력은 살지 않는다 - 남바 철포대 기지 삼
(작사: 아키모토 야스시 / 작곡: 키무라 유키 / 편곡: 마스다 타케시)
4. 僕らのユリイカ off vocal ver.
5. 届かなそうで届くもの off vocal ver.
6. ひな壇では僕の魅力は生きないんだ off vocal ver.

DVD
1. 僕らのユリイカ (뮤직 비디오)
2. 僕らのユリイカ (뮤직 비디오 댄싱 버전)
3. ひな壇では僕の魅力は生きないんだ (뮤직 비디오)
4. NMB feat.요시모토 신 희극 Vol.6

특전
1. 트레이딩 카드
2. 전국 악수회 참가권

### 극장반
자켓 사진 (표지):〈우리의 유레카〉 선발 멤버 16명
CD
1. 僕らのユリイカ / 우리의 유레카
2. 奥歯 / 어금니
3. 野蛮なソフトクリーム / 야만적인 소프트크림
4. さや姉 / 사야네
(작사: 아키모토 야스시 / 작곡·편곡: 사사키 유)
5. 僕らのユリイカ off vocal ver.
6. 奥歯 off vocal ver.
7. 野蛮なソフトクリーム off vocal ver.
8. さや姉 off vocal ver.

특전
- 개별 악수회 참가권

## 선발 멤버
소속 팀은 발매일 시점

### 우리의 유레카
(센터:야마모토 사야카)
- 팀N: 이치카와 미오리, 오가사와라 마유, 코타니 리호, 죠니시 케이, 시로마 미루, 야마다 나나, 야마모토 사야카, 요시다 아카리, 와타나베 미유키
- 팀M: 시마다 레나, 타카노 유이, 타니가와 아이리, 야구라 후코, 요기 케이라
- 팀BII: 카토 유카, 야부시타 슈

### 닿지 않을 듯 닿는 것
(센터:야마모토 사야카)
- 팀N: 오가사와라 마유, 키노시타 하루나, 코타니 리호, 콘도 리나, 죠니시 케이, 시로마 미루, 야마다 나나, 야마모토 사야카, 요시다 아카리, 와타나베 미유키
- 팀M: 키노시타 모모카, 야구라 후코
- 팀BII: 오오타 유리, 쿠시로 리나, 야부시타 슈
- AKB48 팀A: 요코야마 유이

### 어금니
〈백조〉 명의
(센터:야마모토 사야카)
- 팀N: 오가사와라 마유, 카도와키 카나코, 키시노 리카, 키노시타 하루나, 야마구치 유키, 야마다 나나, 야마모토 사야카
- 팀M: 아즈마 유키, 무라카미 아야카, 야마기시 나츠미
- 팀BII: 카미에다 에미카, 쿠사카 코노미

### 야만적인 소프트크림
〈홍조〉 명의
(센터:와타나베 미유키)
- 팀N: 이치카와 미오리, 코가 나루미, 콘도 리나, 와타나베 미유키
- 팀M: 오키타 아야카, 카와카미 레나, 키노시타 모모카, 미타 마오, 야구라 후코
- 팀BII: 쿠로카와 하즈키, 코바야시 리카코, 무로 카나코

### 히나단에선 내 매력은 살지 않는다
〈남바 철포대 기지 삼〉 명의
(센터:요기 케이라, 시로마 미루)
- 팀N: 시로마 미루, 니시무라 아이카
- 팀M: 무라세 사에, 요기 케이라
- 팀BII: 아카자와 호노, 오오타 유리, 쿠시로 리나
- 연구생: 시부야 나기사

### 사야네
(센터:코야나기 아리사)
- 팀M: 코야나기 아리사
- 팀BII: 이시즈카 아카리, 이지리 안나, 우에다 미레이, 우메하라 마코, 코노 사키, 야마우치 츠바사
- 연구생: 아카시 나츠코, 이시다 유미, 이시하라 미사코, 우노 미즈키, 오단 마이, 오가와 노아, 카와카미 치히로, 시마자키 모모카, 타카야마 리코, 테루이 호노카, 나카가와 히로미, 나카노 레이나, 니시자와 루리나, 하야시 모모카, 마츠오카 치호, 마츠무라 메구미, 미우라 아리사, 모리다 아야카, 야마오 리나

표제곡의 선발 멤버와 〈백조〉 〈홍조〉 〈남바 철포대 기지 삼〉의 어느 쪽에도 못 든 멤버가 전원 참가하고 있다. 곡 제목이 되어있는 야마모토 사야카는 불참.